# روبرتو فرناندز رتامار

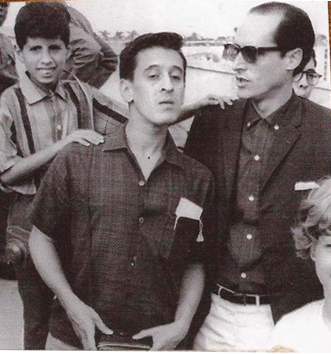
روبرتو فرناندز رتامار

روبرتو فرناندز رتامار (Roberto Fernández Retamar) (زاده ۹ ژوئن ۱۹۳۰) از شاعران، مقاله‌نویس‌ها، و منتقد ادبی اهل کوبا است.
روبرتو فرناندز رتامار، پس از تحصیل در کوبا، پاریس، و لندن، در کشورش به‌امر تدریس مشغول است. وی پس از انقلاب در زندگی فرهنگی کشورش نقش مهمی ایفا کرده‌است.

## وطن
اکنون دیگر می‌دانم: تو شب نیستی،
آن یقین سخت و هر روزه‌ای.
تو آن خشمی، تو آن غضبی،
که ما را در برابر دشمن
برمی‌خیزاند.
انبوه ما را که در نور تو رشد کرده‌ایم
تو آن زبان تفاهمی.
تو زمین حقیقتی، و آن هوا
که سینه هماره مشتاق تنفـّس توست.
تو آن حیاتی که دیروز مژده بود
مَر مردگانی را که در بطن تو خفته‌اند.
تو مکان عشق بی‌انتها
شادی و شهامت
و انتظارِ بایستهٔ مرگی.
تو هیئت وجود مائی،
تو آن سنگی که بر تو استوار ایستاده‌ایم،
تو آن کفن زیبا و بیکرانی
که در آن، استخوان‌های ما خواهد شکست
تا تو ساختنِ سیمایت را ادامه دهی.